# Cultura Europei

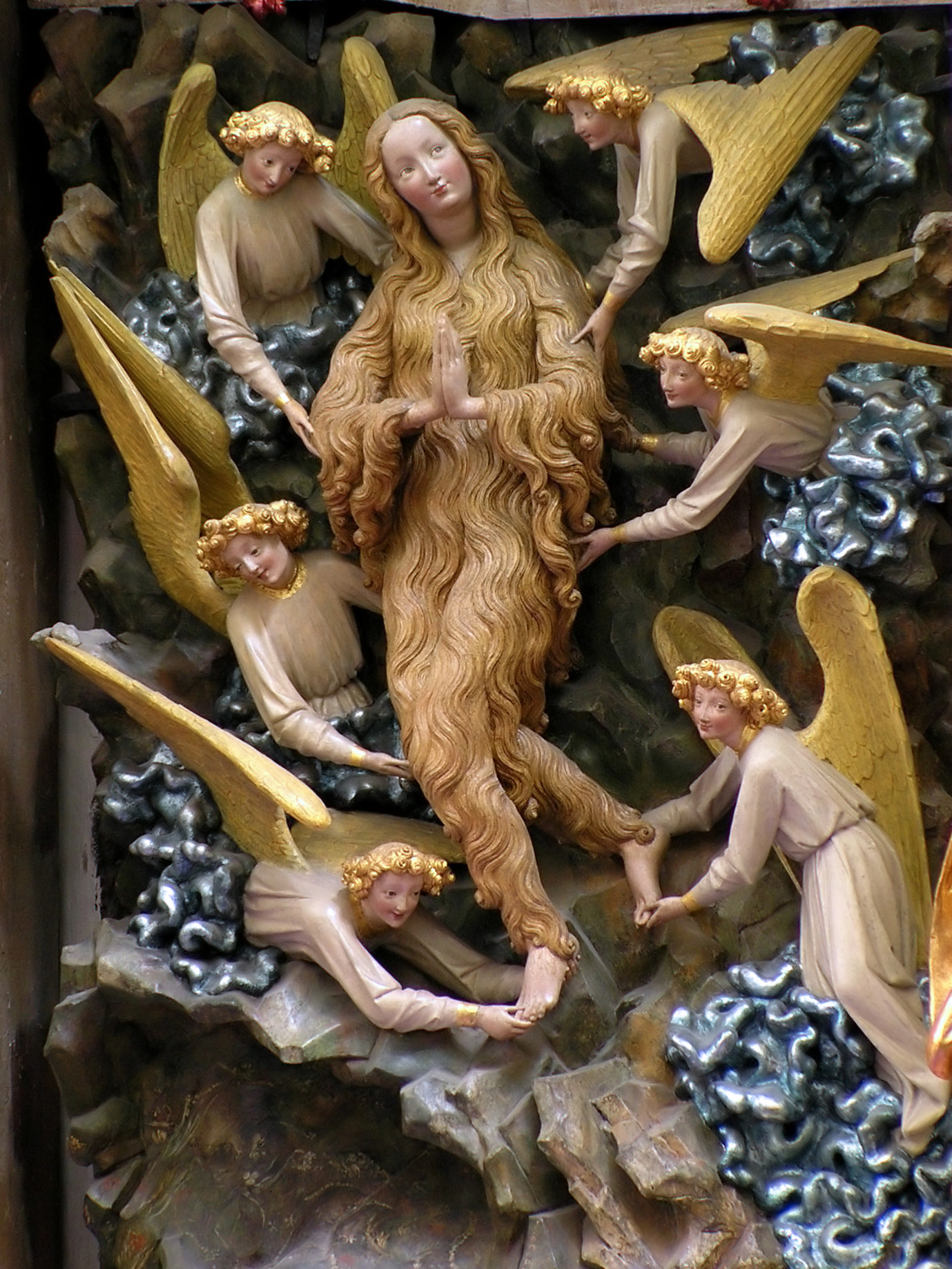
„Maria Magdalena și îngerii”, sfârșitul secolului al XIV-lea. Catedrala din Toruń, Polonia. Un exemplu de artă gotică.

Cultura Europei este înrădăcinată în artă, arhitectură, diferite tipuri de muzică, literatură și filozofie care au provenit sau provin din Europa. Cultura europeană este în mare parte înrădăcinată în ceea ce se numește adesea „patrimoniul cultural comun”.
Din cauza numeroaselor perspective care pot fi abordate pe această temă, este imposibil să fie formată o concepție unică și cuprinzătoare despre cultura europeană. Cu toate acestea, există elemente esențiale care sunt în general convenite ca formând fundamentul cultural al Europei contemporane. O listă a acestor elemente dată de Bochmann include:
- Un patrimoniu cultural și spiritual comun, derivat din antichitatea greco-romană, Creștinismul, Renașterea și umanismul, gândirea politică a iluminismului și revoluția franceză, terminând cu evoluțiile modernității.
- O cultură materială bogată și dinamică, care a fost extinsă și în celelalte continente ca rezultat al industrializării și colonialismului în timpul „Marii Divergențe”.
- O concepție specifică a individului exprimată prin existența și respectul pentru o legalitate care garantează drepturile omului și libertatea individului.
- O pluralitate de state cu ordini politice diferite, care se „hrănesc” reciproc cu idei noi.
- Respectarea popoarelor, statelor și a națiunilor din afara Europei.

Berting consideră că aceste puncte se potrivesc cu cele mai pozitive realizări ale Europei. Conceptul de cultură europeană este în general legat de definiția clasică a lumii occidentale. În această definiție, cultura occidentală este privit ca un set de principii literare, științifice, politice, artistice și filosofice care o deosebesc de celelalte civilizații. O mare parte din acest set de tradiții și cunoștințe este colectat în canonul vestic. Termenul a ajuns să se aplice țărilor a căror istorie a fost puternic marcată de imigrația sau de reglementarea europeană în secolele XVIII-XIX, cum ar fi America și Australasia, și nu este limitată la Europa.
Laureatul premiului Nobel pentru Literatură, Thomas Stearns Eliot, în cartea sa din 1948, „Către definiția culturii”, a recunoscut influența creștină proeminentă asupra formării culturii europene: „În creștinism, artele noastre s-au dezvoltat; în creștinism, legile Europei au fost – până de curând – înrădăcinate”.

## Galerie de imagini

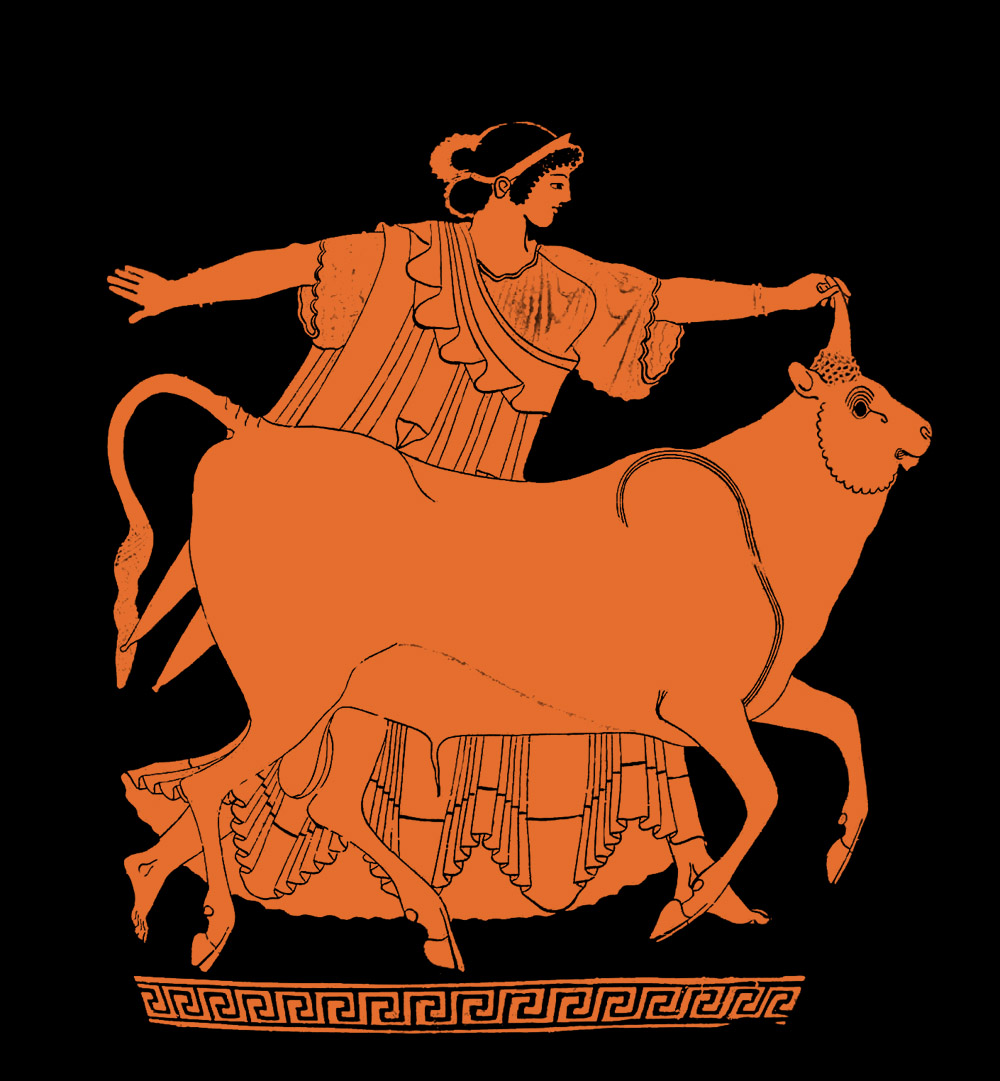
„Europa și taurul” pe o vază greacă (cca. 480 î.Hr). Muzeul Național Tarquinia, Italia.
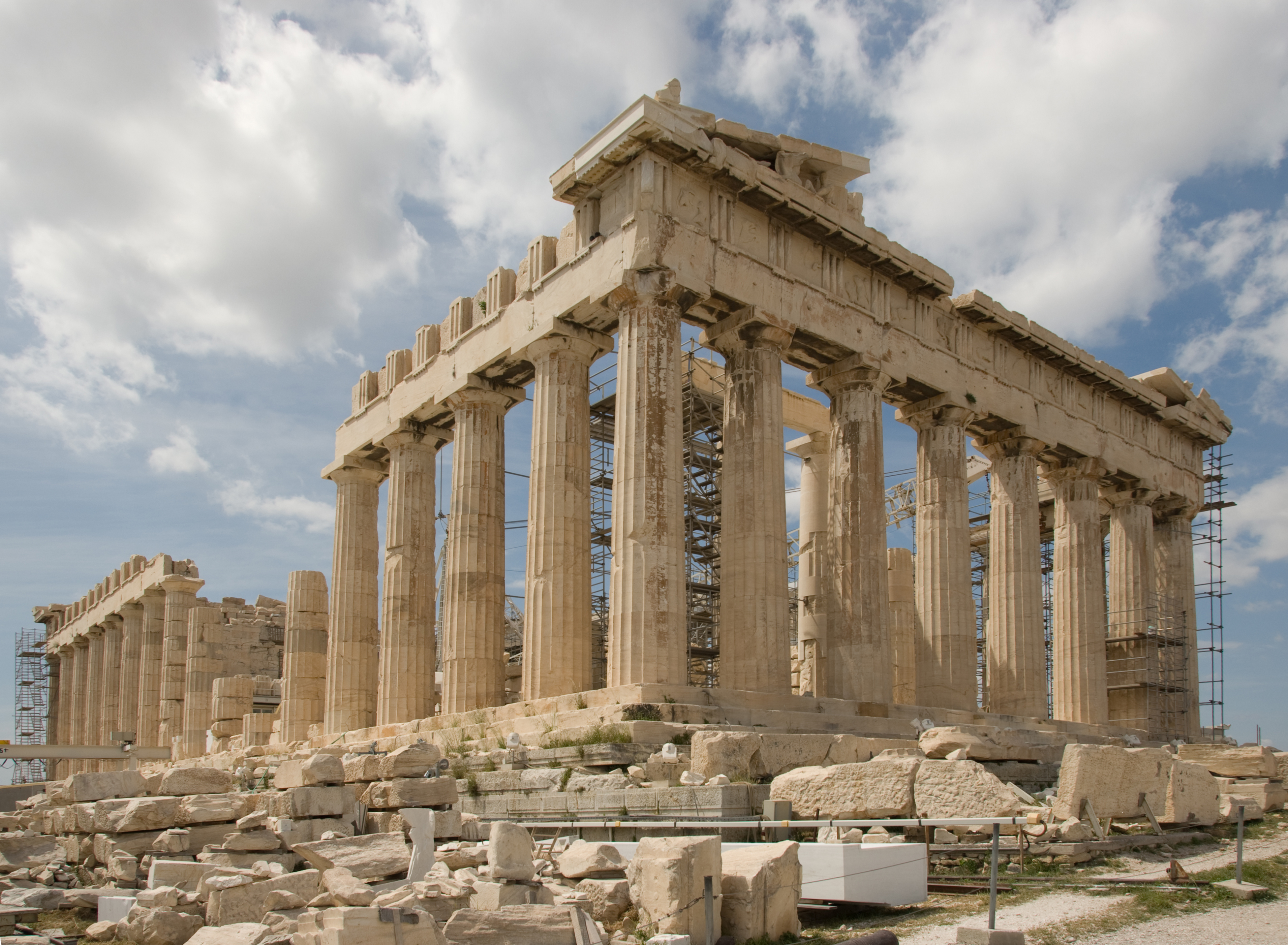
Partenonul (447–432 î.Hr.) din Atena, este un exemplu de arhitectură greacă antică.
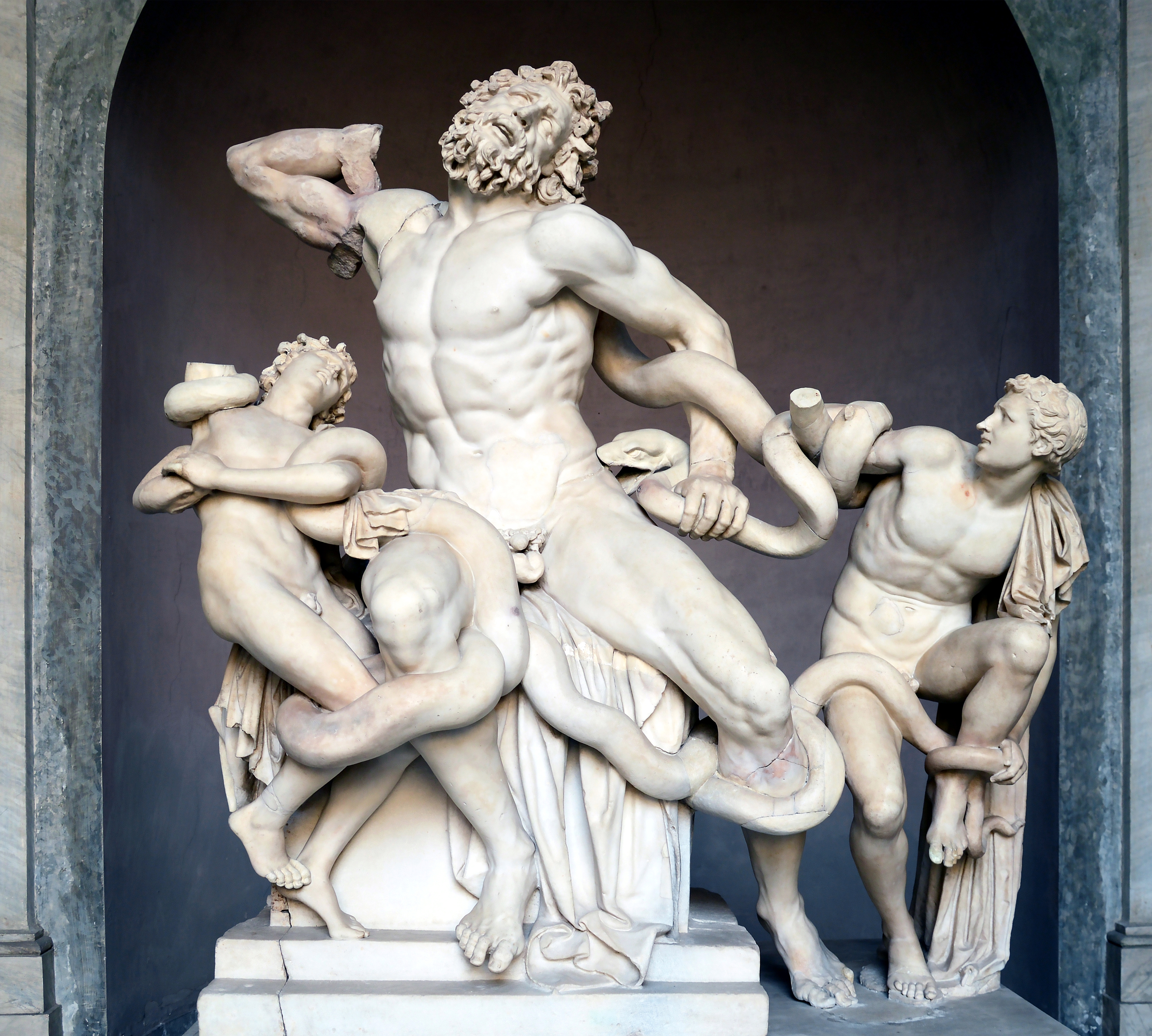
„Laocoon și fiii săi”, elenismul târziu, Muzeele Vaticane. Un exemplu de artă greacă antică.
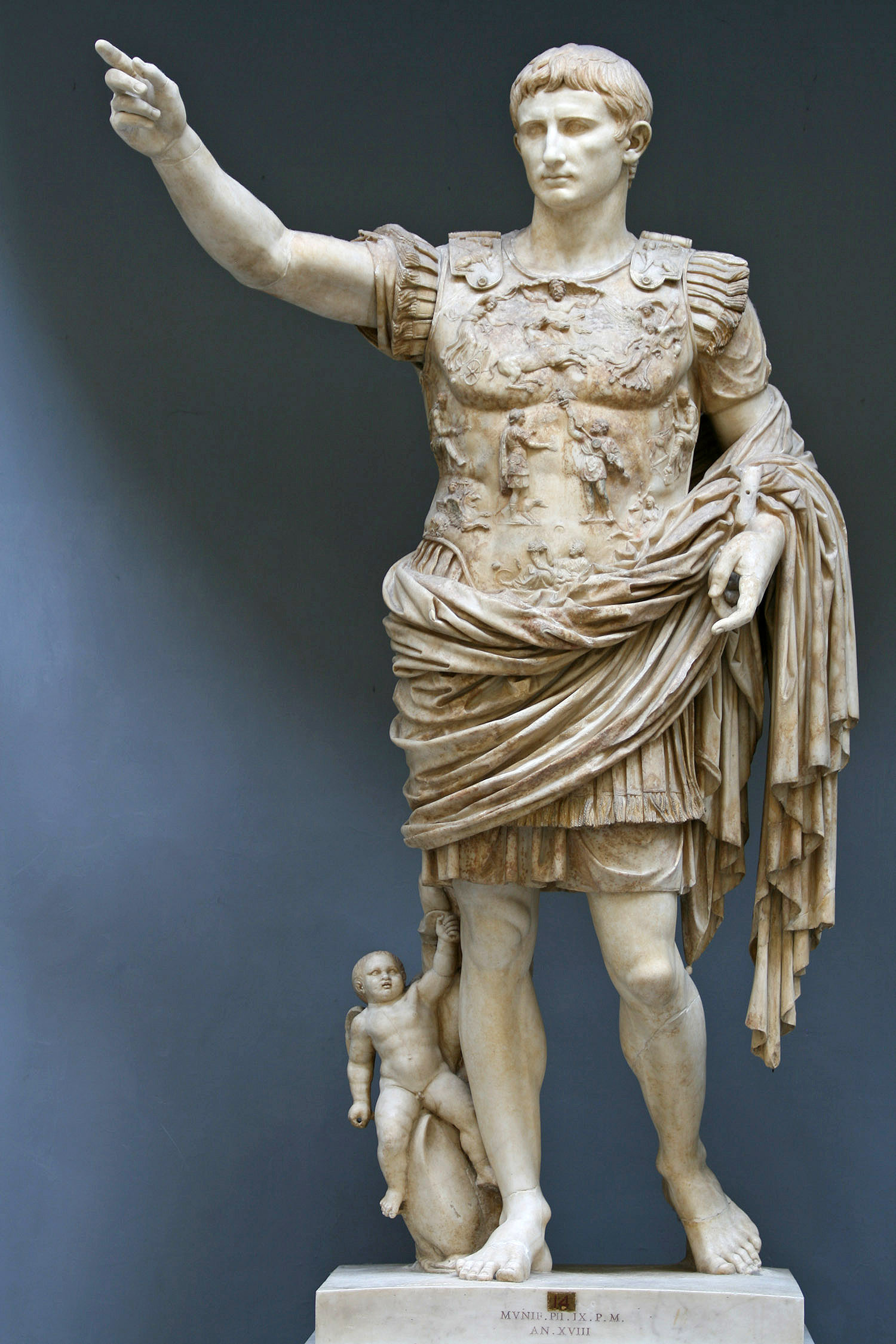
„Augustus de Prima Porta”, statuia împăratului roman Augustus (secolul I d.Hr.), Muzeele Vaticane. Un exemplu de artă romană.
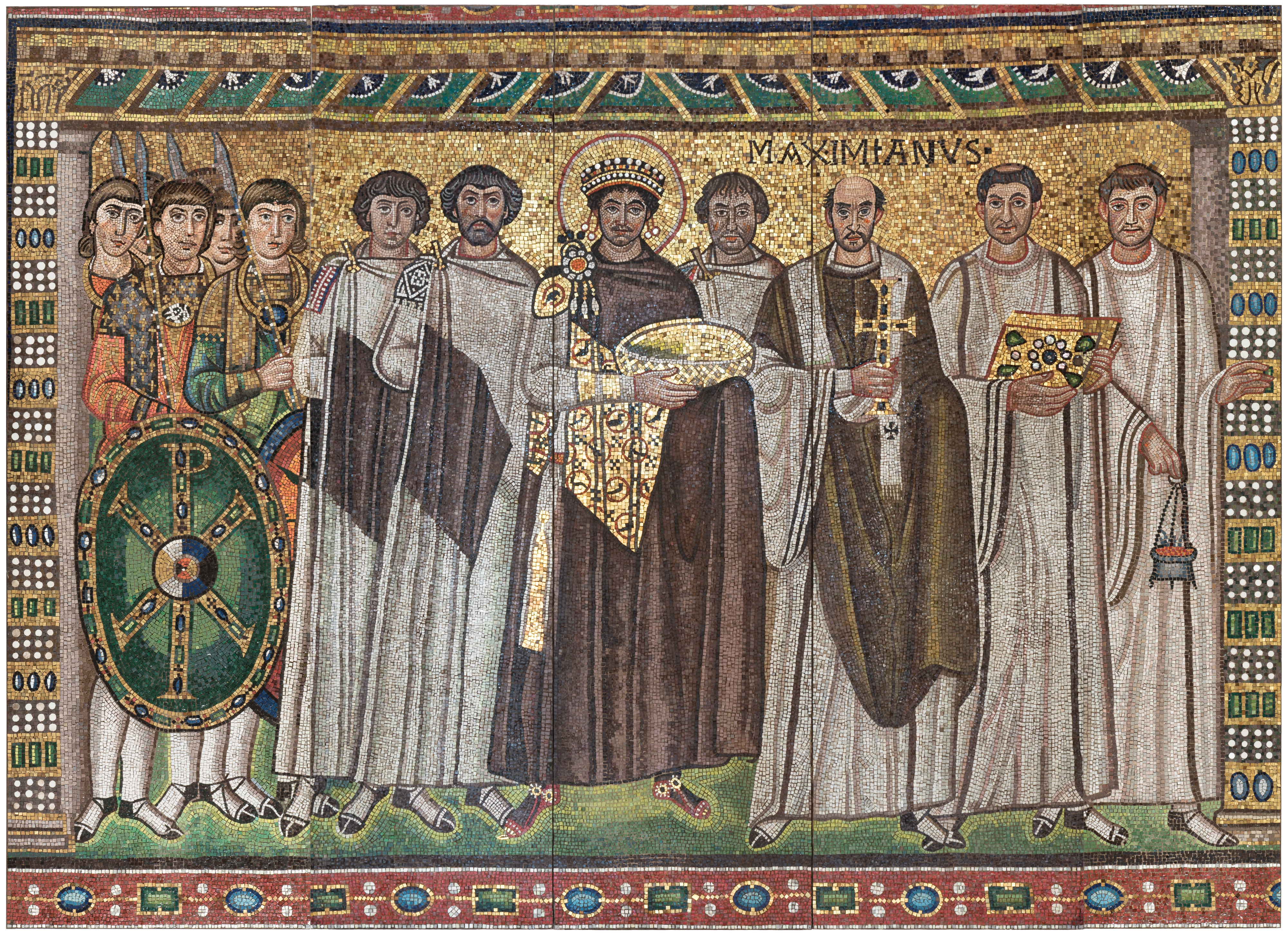
Mozaic al împăratului Iustinian la curtea sa (sec. al VI-lea), Bazilica San Vitale, Ravenna. Un exemplu de artă bizantină.
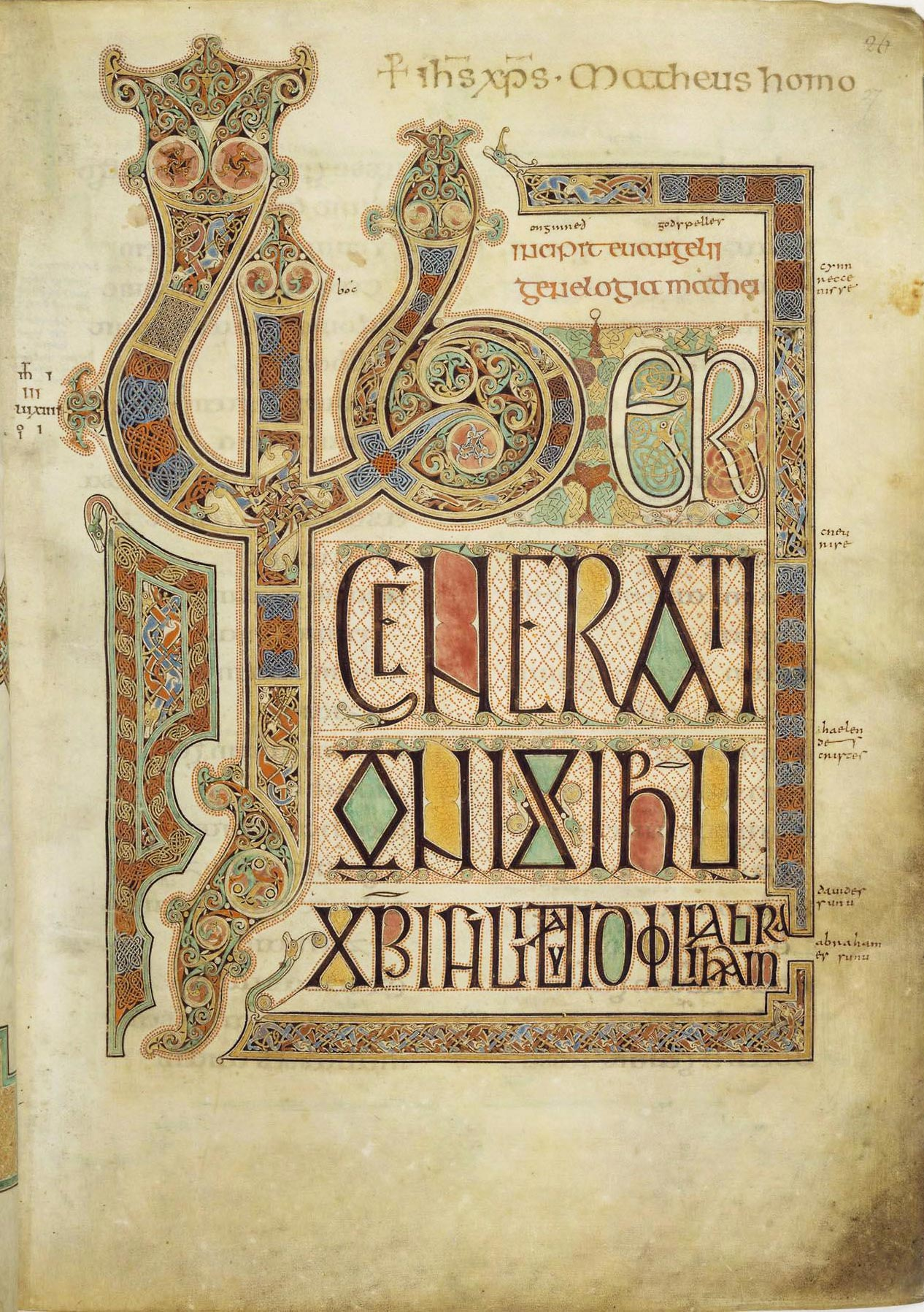
Începutul Evangheliei după Matei în Evangheliile Lindisfarne (cca. 715–720), scrise în Northumbria, în prezent în Biblioteca Britanică. Un exemplu de artă insulară.
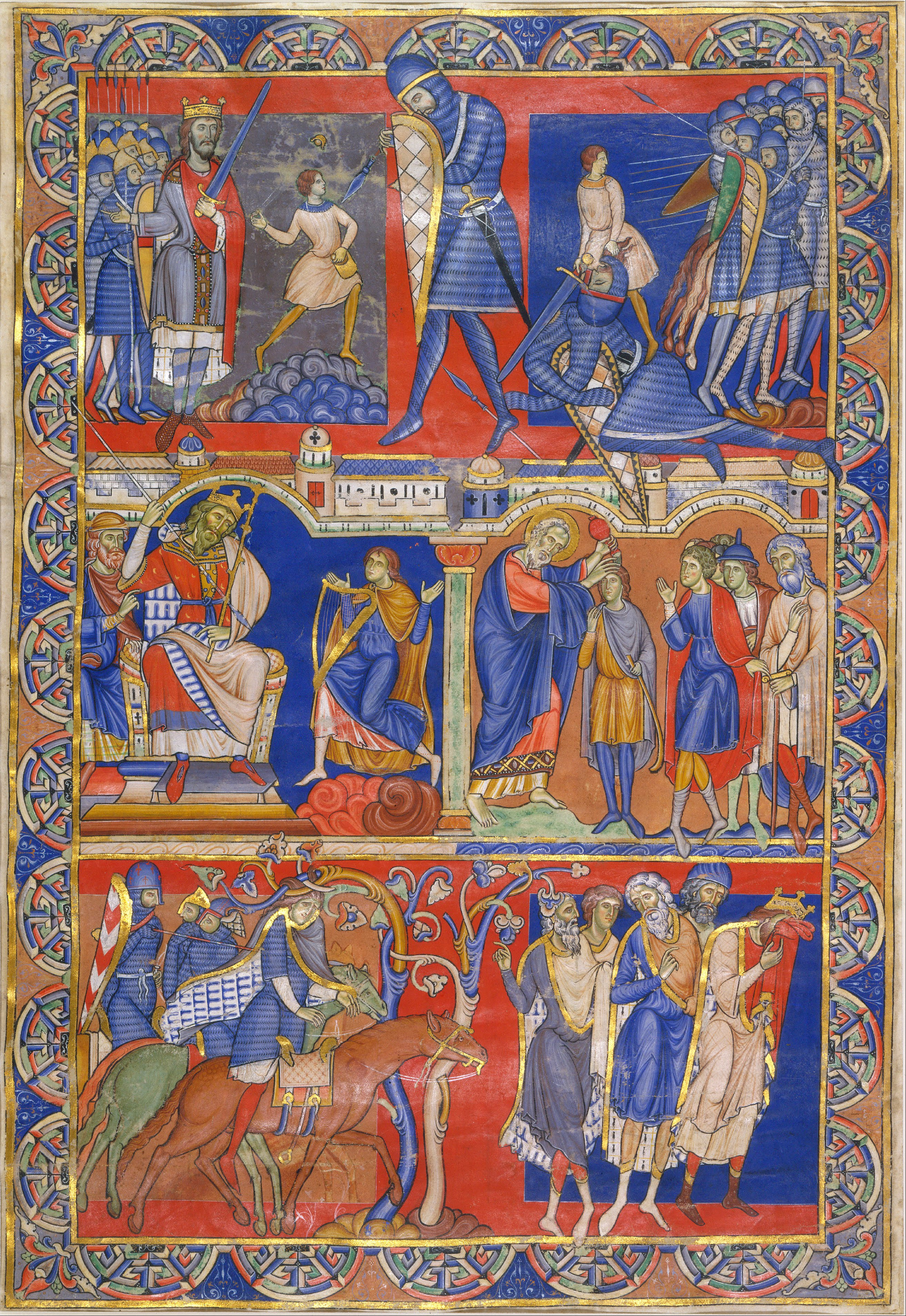
Scene din viața lui David în „Frunza lui Morgan” din Biblia Winchester (anii 1160/1180), acum în Biblioteca Morgan. Un exemplu de iluminare medievală.
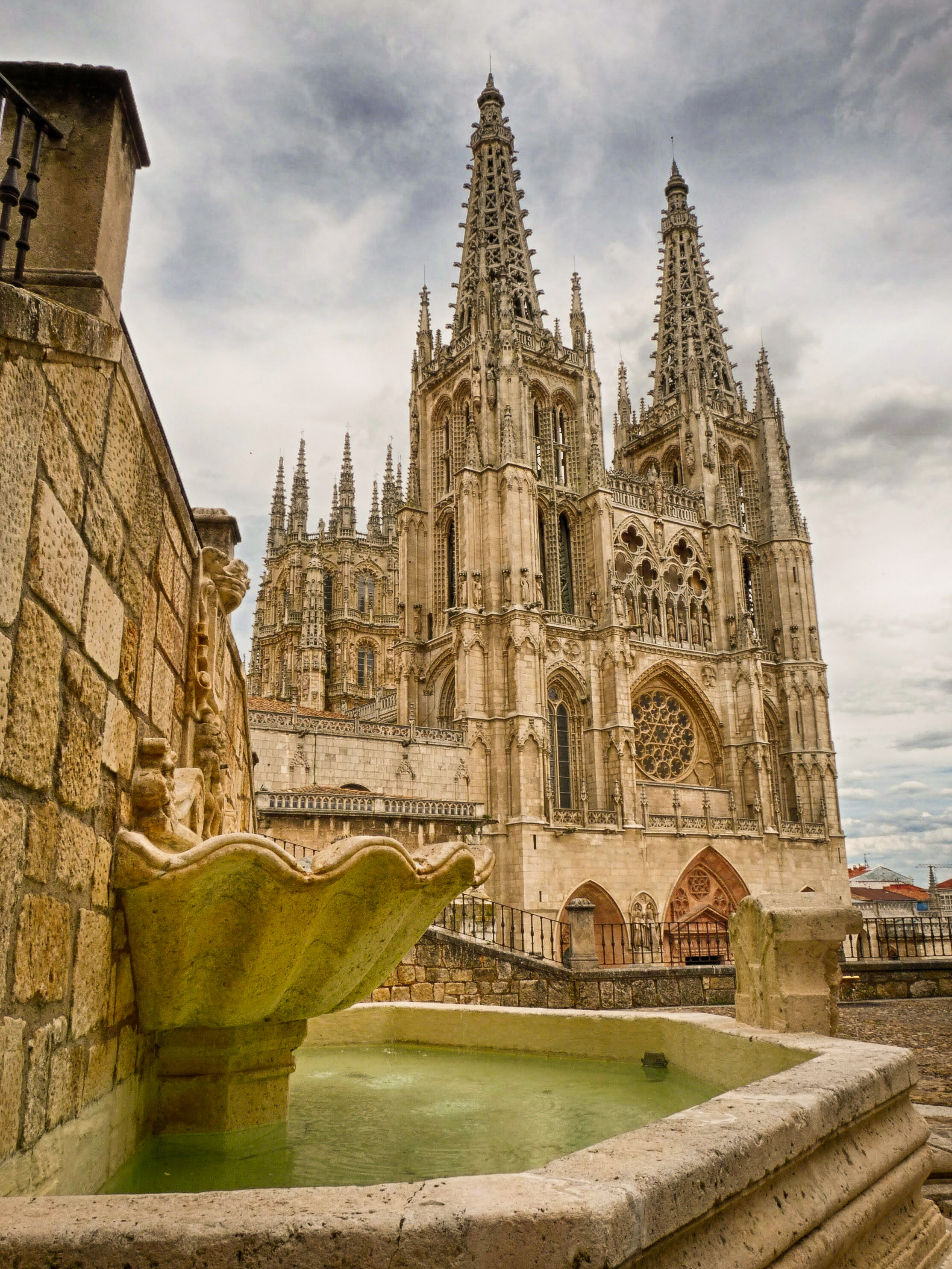
Catedrala din Burgos (1260), Spania, construită în stil gotic.
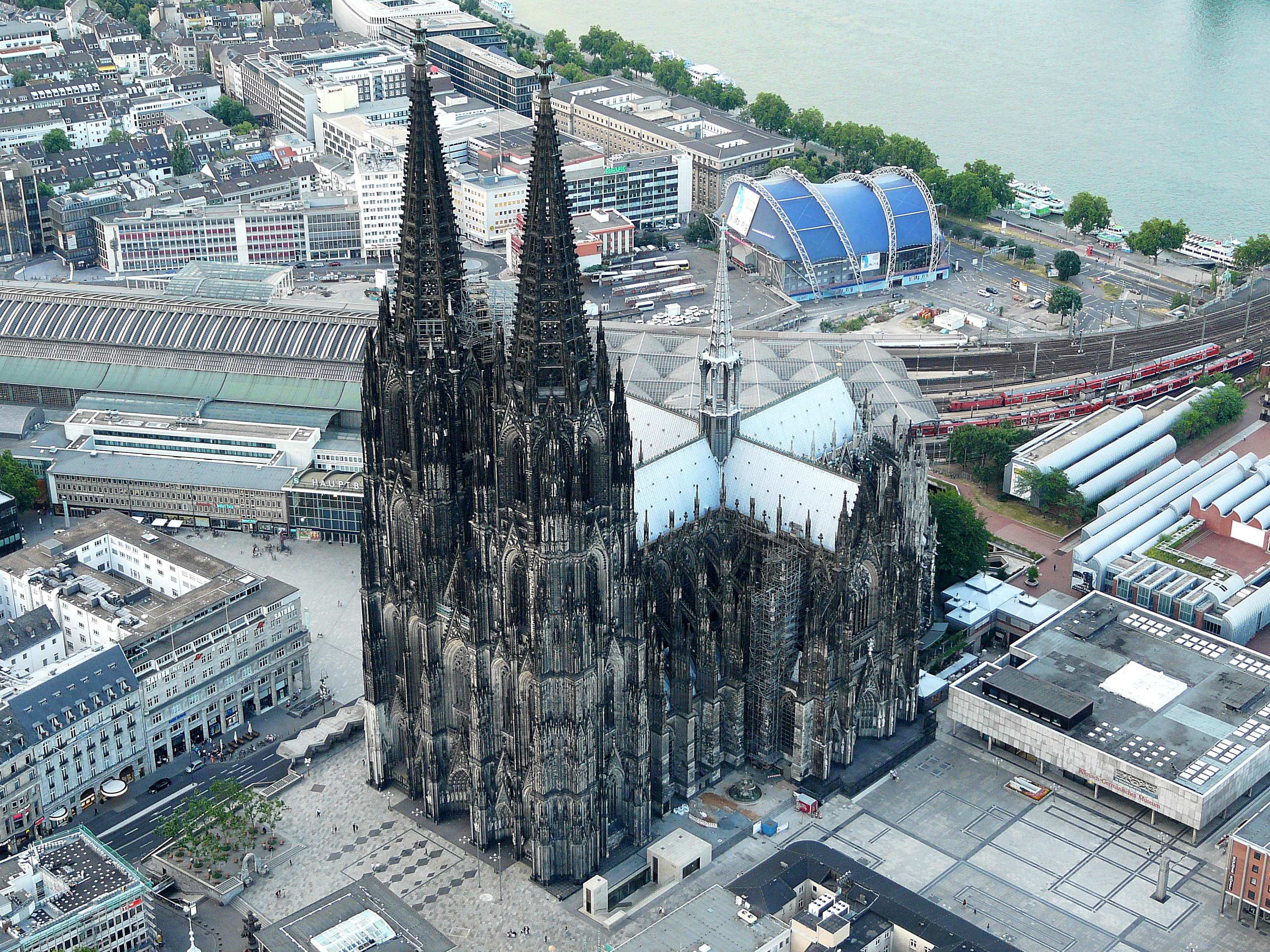
Domul din Köln (construit între anii 1248–1473).
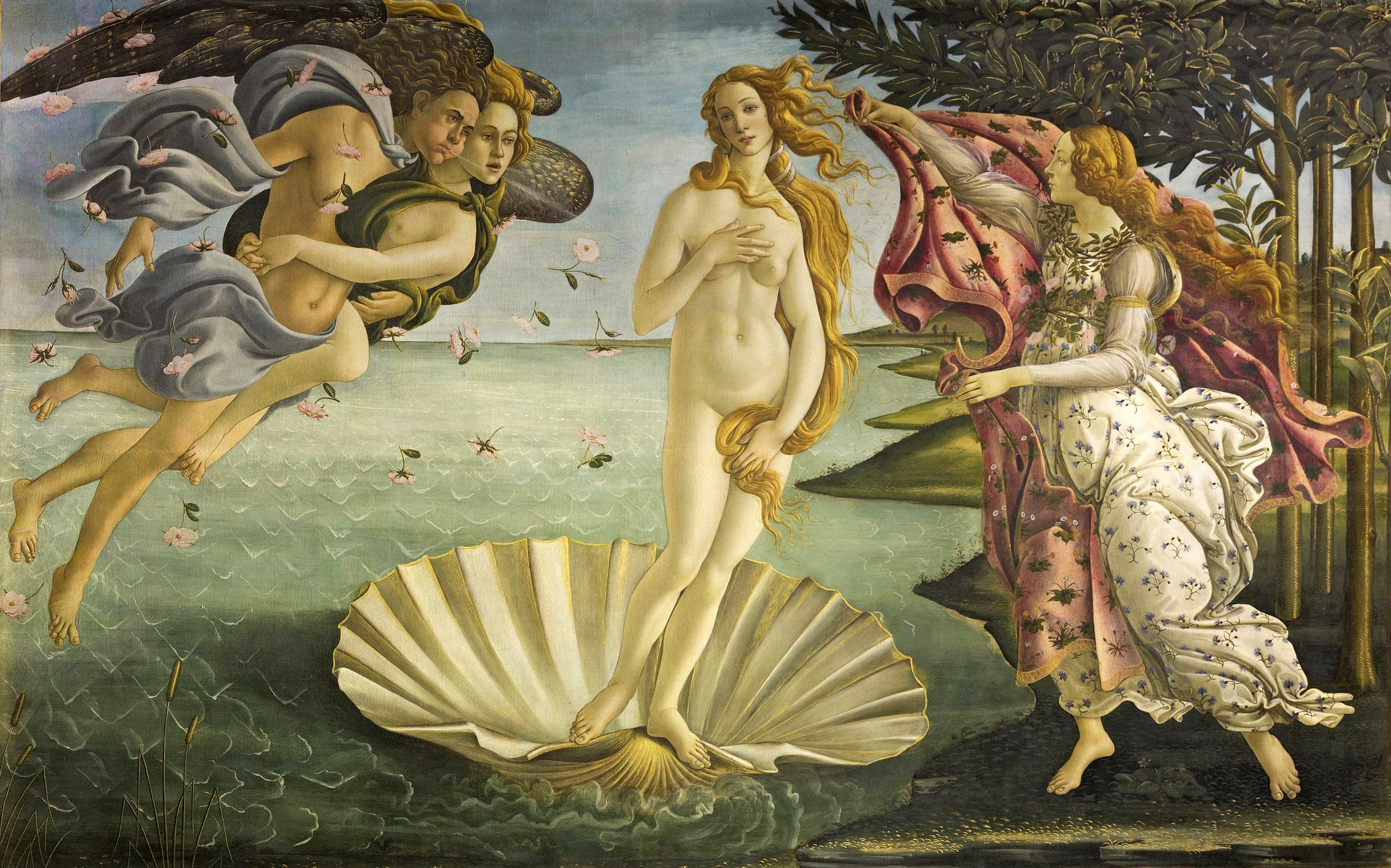
„Nașterea Venerei” de Botticelli (cca. 1485). Acum, în galeria Uffizi, Florența. Un exemplu de stil renascentist.
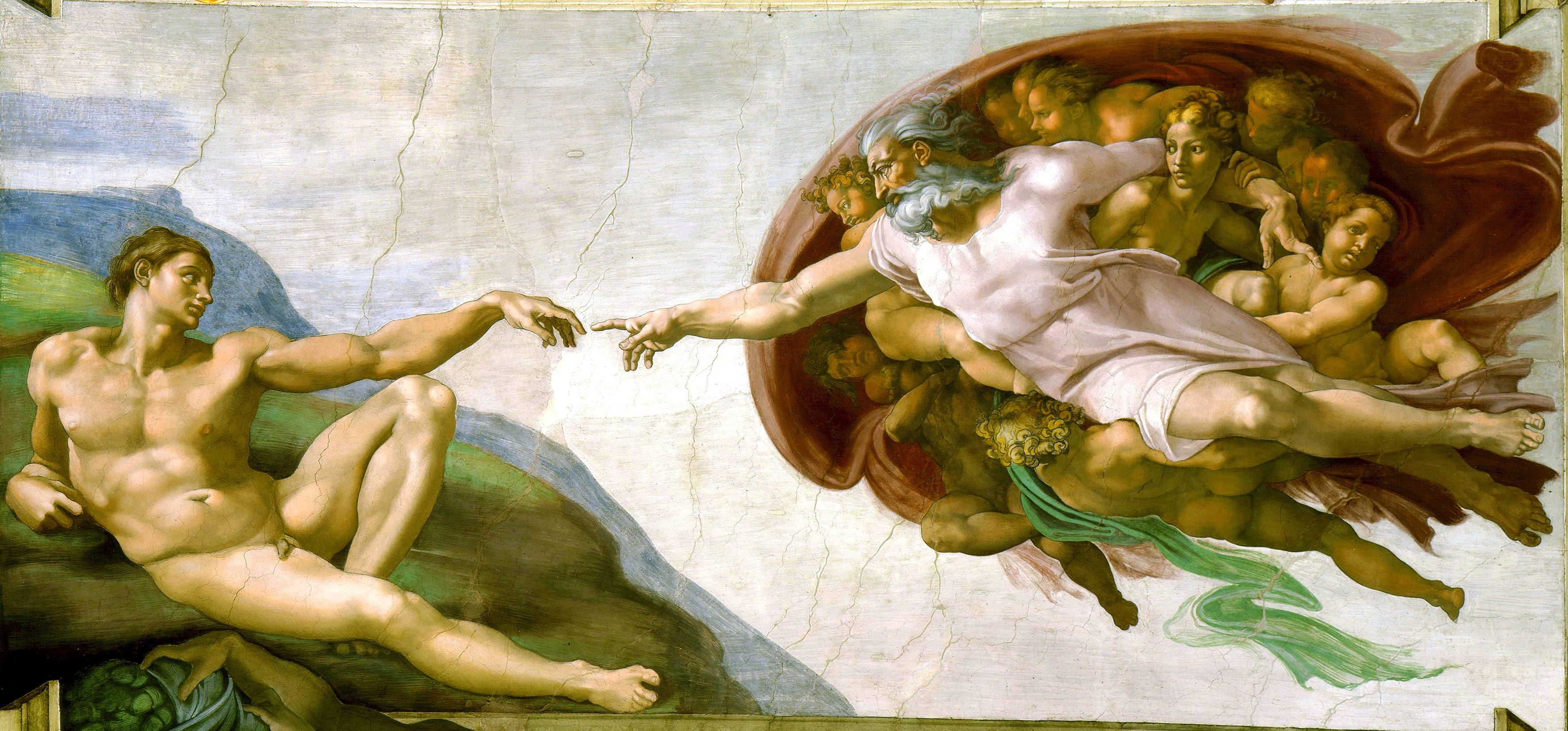
„Facerea lui Adam” de Michelangelo, (cca. 1511) pe tavanul Capelei Sixtine.
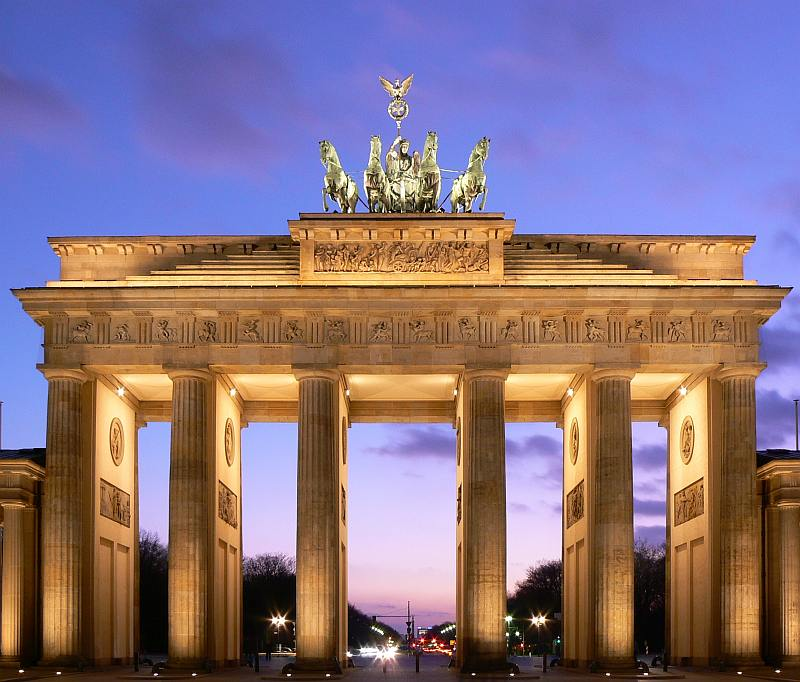
Poarta Brandenburg (1791), Berlin.
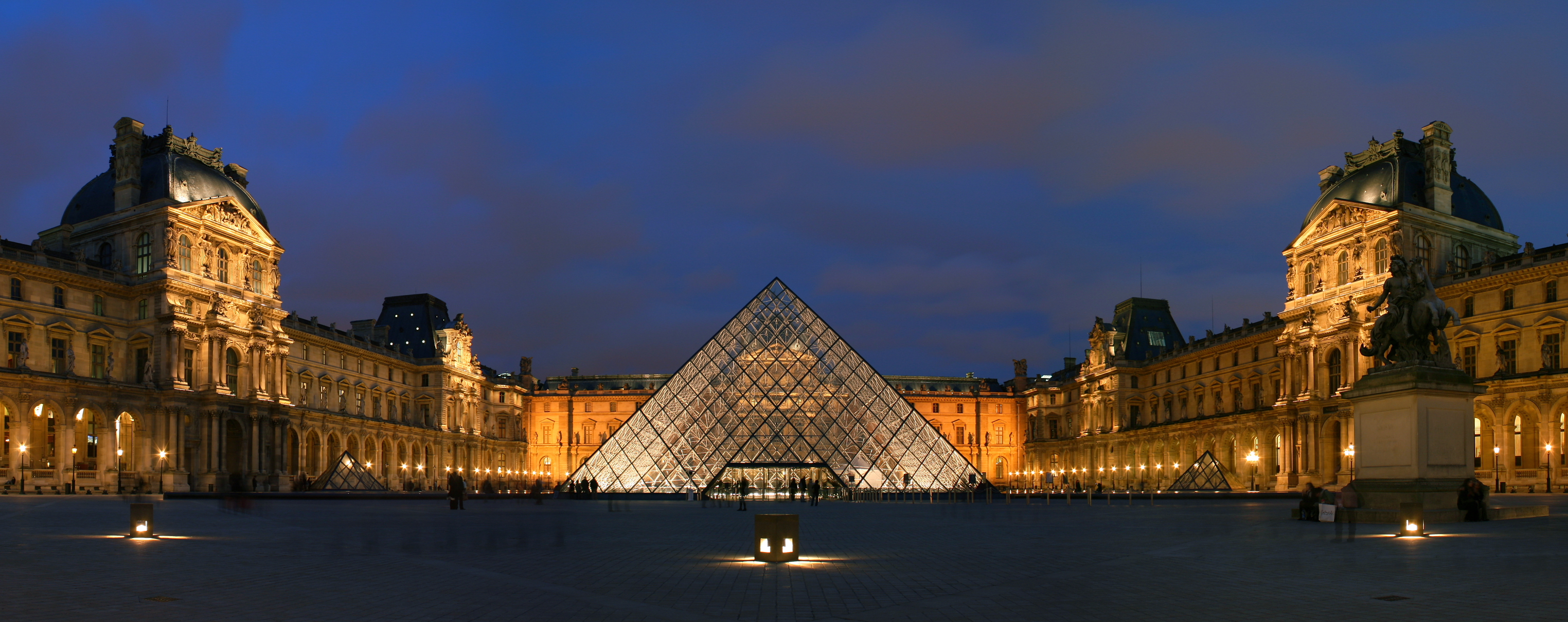
Luvru (1792), Paris.
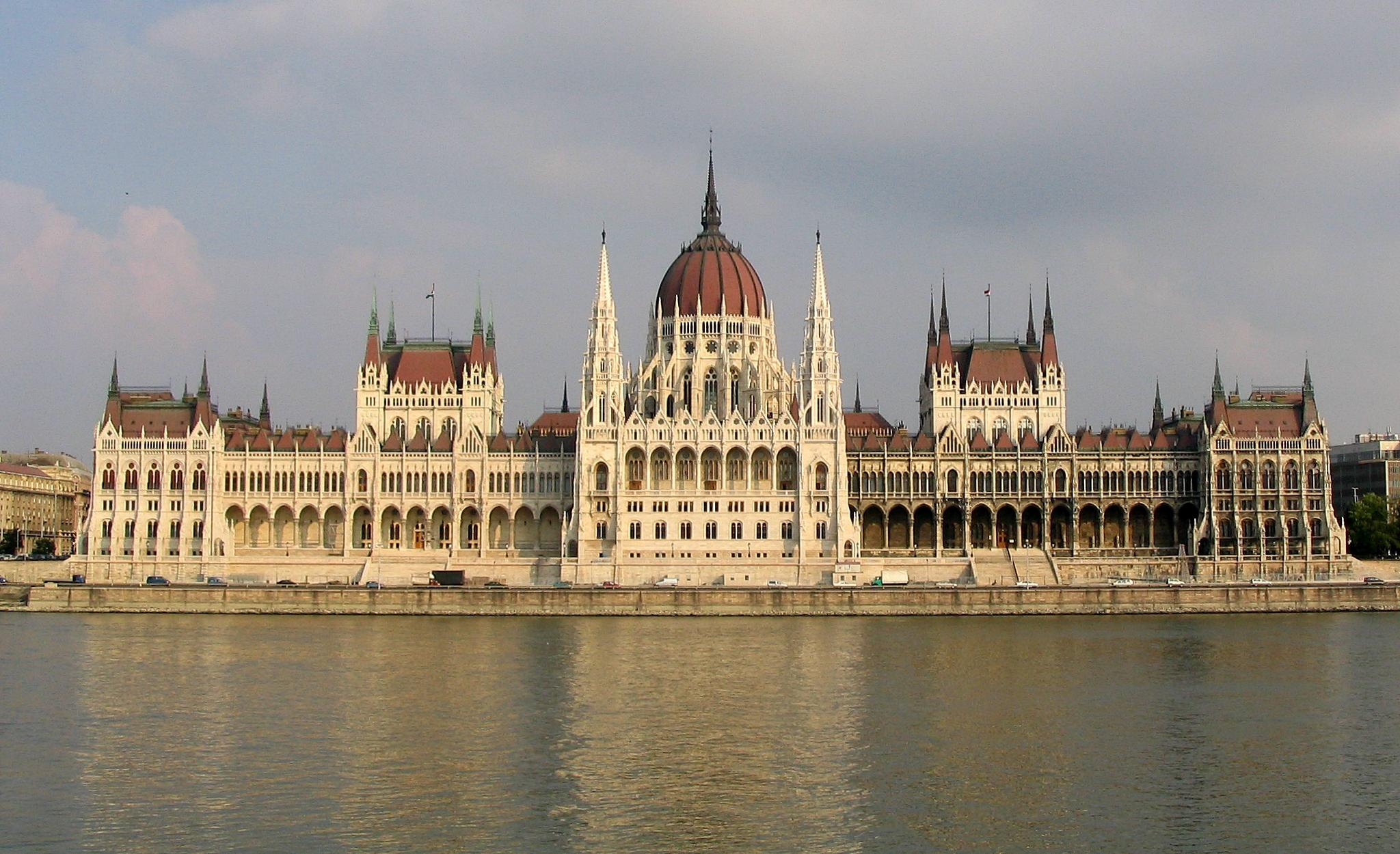
Clădirea Parlamentului Ungariei (1885) din Budapesta, un exemplu de arhitectură renascentistă gotică.